# Julian Amery

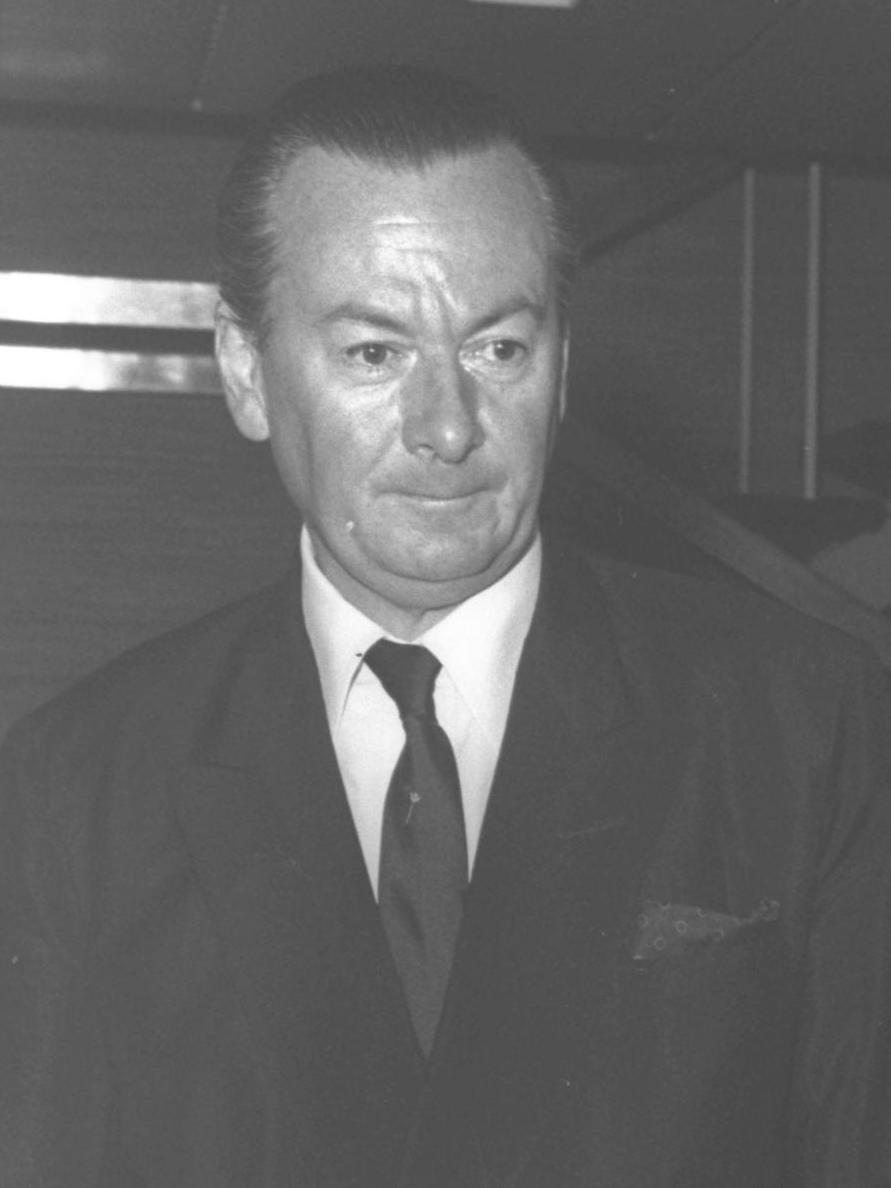
Julian Amery in Tel Aviv, November 1965

Harold Julian Amery, Baron Amery of Lustleigh, PC (* 27. März 1919 in London; † 3. September 1996 ebenda) war ein britischer Politiker der Conservative Party.
Er war von 1950 bis 1966 sowie von 1969 bis 1992 Mitglied des House of Commons, von Oktober 1960 bis Juli 1962 Secretary of State for Air, von Juli 1962 bis Oktober 1964 Luftfahrtminister, von Juni bis Oktober 1970 Minister für öffentliche Gebäude und Arbeiten, von 1970 bis 1972 Minister für Wohnungsbau und Bauwesen sowie von November 1972 bis März 1974 Staatsminister im Foreign and Commonwealth Office (Ministerium für Auswärtiges und Commonwealth) im Kabinett von Edward Heath. 1992 wurde er zum Life Peer erhoben und damit zum Mitglied des House of Lords.

## Leben

### Familiäre Herkunft und Zweiter Weltkrieg
Amery war der Sohn des Politikers Leopold Stennett Amery, der von 1922 bis 1924 Marineminister (First Lord of the Admiralty/Lord High Admiral), von 1924 bis 1929 Kolonialminister (Secretary of State for the Colonies) sowie von 1940 bis 1945 Minister für Indien und Burma (Secretary of State for India and Burma) war, und dessen Ehefrau Adeliza Florence Louise Hamar Greenwood. Sein 1912 geborener älterer Bruder John Amery agitierte während des Zweiten Weltkrieges für das nationalsozialistische Deutsche Reich gegen die Regierung von Premierminister Winston Churchill und damit gegen seinen eigenen Vater; er wurde 1945 wegen Hochverrats verurteilt und hingerichtet.
Julian Amery selbst absolvierte nach dem Besuch der Summer Fields School und des renommierten Eton College ein Studium am Balliol College der University of Oxford. Während des Zweiten Weltkrieges leistete er seinen Militärdienst und wurde am 25. April 1941 zum Second Lieutenant befördert.

### Unterhausabgeordneter und Minister
Bei den Unterhauswahlen vom 23. Februar 1950 wurde Amery als Kandidat der Conservative Party erstmals zum Mitglied des Unterhauses (House of Commons) gewählt und vertrat dort anfangs bis zu seiner Niederlage bei den Wahlen vom 31. März 1966 den Wahlkreis Preston North. Seine erste Wahl gewann er mit 21.880 Stimmen (55,1 Prozent) gegen den Kandidaten der Labour Party Samuel Segal, auf den 20.950 Wählerstimmen (46,3 Prozent) entfielen.
Am 18. Januar 1957 wurde er von seinem Schwiegervater, Premierminister Harold Macmillan, erstmals in ein Regierungsamt berufen, und übernahm in dessen Regierung zunächst das Amt als Unterstaatssekretär und Finanzsekretär im Kriegsministerium (Under-Secretary of State and Financial Secretary for War). In dieser Funktion war er auch Vizepräsident des Heeresrates (Her Majesty’s Army Council). Einer seiner Mitarbeiter war als sein Parlamentarischer Privatsekretär David Gibson-Watt. Anschließend fungierte er vom 28. November 1958 bis zum 28. Oktober 1960 als Unterstaatssekretär im Kolonialministerium (Under-Secretary of State for the Colonies). Sein damaliger Privatsekretär war der Verwaltungsbeamte und Diplomat Rex Browning.
Im Rahmen einer Regierungsumbildung wurde Amery am 28. Oktober 1960 von Premierminister Macmillan als Nachfolger von George Ward zum Luftwaffenminister (Secretary of State for Air) ernannt. Zugleich wurde er 1960 Mitglied des Geheimen Kronrates (Privy Council). Den Posten hatte er bis zu seiner Ablösung durch Hugh Fraser am 16. Juli 1962 inne und übernahm selbst im Rahmen dieser neuerlichen Kabinettsumbildung von Peter Thorneycroft das Amt des Luftfahrtministers (Minister of Aviation). Dieses Ministeramt bekleidete er auch in der darauf folgenden Regierung von Premierminister Alec Douglas-Home zwischen dem 18. Oktober 1963 und dem 16. Oktober 1964.

### Wiederwahl ins Unterhaus und Oberhausmitglied
Bei den Unterhauswahlen am 31. März 1966 verlor Amery seinen Sitz im Unterhaus. Er erlitt eine Niederlage gegen den Labour Party-Kandidaten Ronald Henry Atkins, der 21.539 Stimmen (53 Prozent) erhielt, während auf ihn 19.121 Wählerstimmen (47 Prozent) entfielen. Bei einer Nachwahl (By-election) im Wahlkreis Brighton Pavilion am 27. März 1969, die durch den Mandatsverzicht von William Teeling notwendig geworden war, konnte er sich mit einer überwältigenden Mehrheit von 17.636 Stimmen (70,5 Prozent) gegen den Kandidaten der Labour Party, Thomas Skeffington-Lodge, durchsetzen, auf den lediglich 4654 Wählerstimmen (18,6 Prozent) entfielen. Er vertrat diesen Wahlkreis bis zum 9. April 1992.
Nach dem Wahlsieg der konservativen Tories bei der Unterhauswahl am 18. Juni 1970 wurde Amery am 23. Juni 1970 Minister für öffentliche Gebäude und Arbeiten (Minister of Public Buildings and Works) und bekleidete dieses Ministeramt, bis es am 15. Oktober 1970 Teil des Umweltministeriums wurde. Nach dieser Reorganisation fungierte er zwischen dem 15. Oktober 1970 und seiner Ablösung durch Paul Channon am 5. November 1972 als Minister für Wohnungsbau und Bauwesen (Minister for Housing and Construction) im Umweltministerium. Anschließend war er vom 5. November 1972 bis zum Ende der Amtszeit von Heath am 4. März 1970 Staatsminister im Ministerium für Auswärtiges und Commonwealth (Minister of State for Foreign and Commonwealth Affairs).
Nach seinem Ausscheiden aus dem Unterhaus wurde Amery durch Letters Patent vom 8. Juli 1992 als Life Peer aufgrund des Life Peerages Act 1958 mit dem Titel Baron Amery of Lustleigh, of Preston in the County of Lancashire and of Brighton in the County of East Sussex, in den nicht-erblichen Adelsstand erhoben. Dadurch wurde er Mitglied des Oberhauses (House of Lords), dem er bis zu seinem Tod am 3. September 1996 angehörte.
Amery war seit 1950 bis zu deren Tod 1991 mit Lady Catherine Macmillan verheiratet, der ältesten Tochter des späteren Premierministers Harold Macmillan und dessen Ehefrau Lady Dorothy Evelyn Cavendish. Aus dieser Ehe gingen drei Töchter und ein Sohn hervor.